# 2018-as UEFA-szuperkupa
A 2018-as UEFA-szuperkupa az UEFA-szuperkupa a 43. kiírása, amely az előző szezon UEFA-bajnokok ligája és az Európa-liga győztesének évenkénti mérkőzése. A találkozót 2018. augusztus 15-én a 2018-as UEFA-bajnokok ligája győztese és a 2018-as Európa-liga-győztese játszotta.
A mérkőzés helyszíne Tallinn, az A. Le Coq Aréna volt. Ez volt az első UEFA-rendezésű kupadöntő Észtországban.
2018 márciusában hivatalossá vált, hogy amennyiben hosszabbításra kerül sor a mérkőzésen, egy negyedik cserejátékos is becserélhető, a nevezhető cserék számát pedig hétről tizenkettőre emelték. A mérkőzés eredeti kezdési időpontját is negyed órával későbbre tolták, így az közép-európai idő szerint 21ː00-kor kezdődött.
A mérkőzést és ezzel története során harmadszor az UEFA-szuperkupát az Atlético Madrid nyerte, miután hosszabbítást követően 4–2 arányban jobbnak bizonyult ellenfelénél.

## Helyszín
Az UEFA döntése értelmében a mérkőzést az észtországi Tallinnban, az A. Le Coq Arenában játszották.

## A mérkőzés
| 2018. augusztus 15. 21:00 (CEST) |

| Real Madrid                      | 2–4 (h. u.)                 | Atlético de Madrid                |
| -------------------------------- | --------------------------- | --------------------------------- |
| Benzema 27' Ramos 63' (11-esből) | (1–1, 2–2, 2–4) Jegyzőkönyv | Costa 1' 79' Ñíguez 98' Koke 104' |

| A. Le Coq Aréna, Tallinn Játékvezető: Szymon Marciniak (lengyel) |

| Real Madrid | Atlético Madrid |

| GK              | 1  | Keylor Navas      |       |      |
| RB              | 2  | Daniel Carvajal   |       |      |
| CB              | 4  | Sergio Ramos (c)  | 112'  |      |
| CB              | 5  | Raphaël Varane    |       |      |
| LB              | 12 | Marcelo           | 54'   |      |
| DM              | 14 | Casemiro          |       | 76'  |
| CM              | 8  | Toni Kroos        |       | 102' |
| CM              | 22 | Isco              |       | 83'  |
| RF              | 11 | Gareth Bale       |       |      |
| CF              | 9  | Karim Benzema     |       |      |
| LF              | 20 | Marco Asensio     | 35'   | 57'  |
| Cserék:         |    |                   |       |      |
| GK              | 13 | Kiko Casilla      |       |      |
| GK              | 26 | Andrij Lunyin     |       |      |
| DF              | 6  | Nacho             |       |      |
| DF              | 29 | Sergio Reguilón   |       |      |
| DF              | 31 | Javier Sánchez    |       |      |
| MF              | 10 | Luka Modrić       | 101'  | 57'  |
| MF              | 18 | Marcos Llorente   |       |      |
| MF              | 24 | Dani Ceballos     | 90+1' | 76'  |
| MF              | 27 | Federico Valverde |       |      |
| FW              | 17 | Lucas Vázquez     |       | 83'  |
| FW              | 21 | Borja Mayoral     |       | 102' |
| FW              | 28 | Vinícius Júnior   |       |      |
| Vezetőedző:     |    |                   |       |      |
| Julen Lopetegui |    |                   |       |      |

| GK                                                       | 13 | Jan Oblak          |        |       |
| RB                                                       | 20 | Juanfran           |        |       |
| CB                                                       | 15 | Stefan Savić       |        |       |
| CB                                                       | 2  | Diego Godín (c)    |        |       |
| LB                                                       | 21 | Lucas Hernández    |        |       |
| RM                                                       | 11 | Thomas Lemar       |        | 90+1' |
| CM                                                       | 14 | Rodri              |        | 71'   |
| CM                                                       | 8  | Saúl Ñíguez        |        |       |
| LM                                                       | 6  | Koke               |        |       |
| CF                                                       | 19 | Diego Costa        | 62'    | 109'  |
| CF                                                       | 7  | Antoine Griezmann  |        | 57'   |
| Cserék:                                                  |    |                    |        |       |
| GK                                                       | 1  | Antonio Adán       |        |       |
| GK                                                       | 37 | Alex Dos Santos    |        |       |
| DF                                                       | 3  | Filipe Luís        |        |       |
| DF                                                       | 4  | Santiago Arias     |        |       |
| DF                                                       | 24 | José María Giménez |        | 109'  |
| MF                                                       | 5  | Thomas Partey      |        | 90+1' |
| MF                                                       | 23 | Vitolo             | 105+3' | 71'   |
| MF                                                       | 30 | Roberto Olabe      |        |       |
| FW                                                       | 9  | Nikola Kalinić     |        |       |
| FW                                                       | 10 | Ángel Correa       | 60'    | 57'   |
| FW                                                       | 18 | Gelson Martins     |        |       |
| Vezetőedző:                                              |    |                    |        |       |
| Germán Burgos, miután Diego Simeone eltiltását töltötte. |    |                    |        |       |

| A mérkőzés legjobbja: Diego Costa (Atlético Madrid) Asszisztensek: Paweł Sokolnicki Tomasz Listkiewicz Negyedik játékvezető: Ovidiu Hațegan Oldalvonali játékvezetők: Paweł Raczkowski (Poland) Tomasz Musiał (Poland) Tartalék játékvezető Radosław Siejka | Szabályok - 90 perc játékidő. - 30 perc hosszabbítás döntetlen esetén. - Ha ekkor sincs döntés, akkor tizenegyesekkel dől el a párharc. - Tizenkét cserejátékos nevezhető. - Maximum három, hosszabbítás esetén négy cserejátékos bevethető. |